# Alele Museum & Public Library
Das Alele Museum & Public Library in Majuro, kurz Alele, ist ein Museum und die einzige öffentliche Bibliothek der Marshallinseln. 

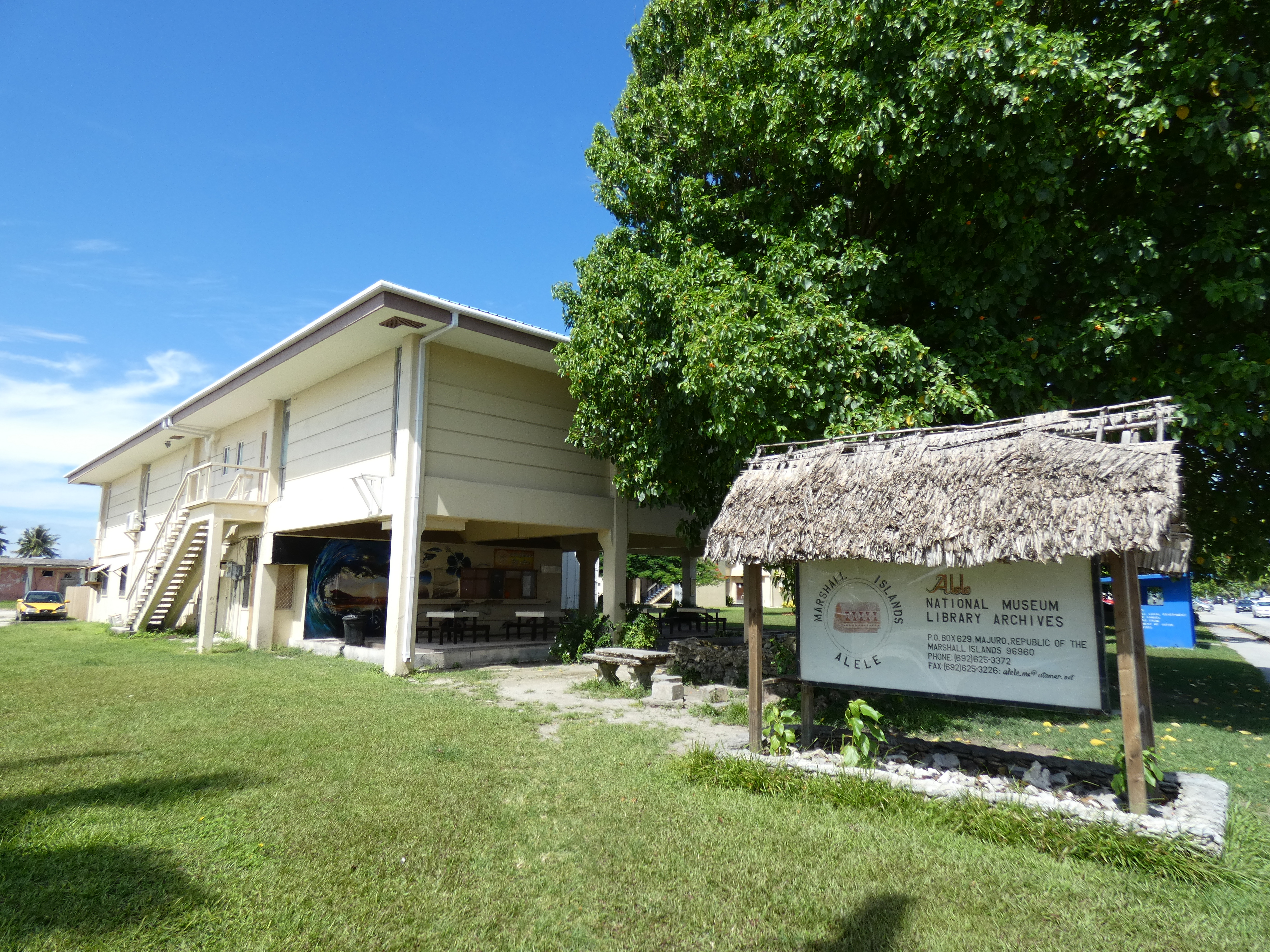
Alele Museum & Public Library, Außenansicht

## Geschichte
Die Institution wurde 1981 als Non-Profit-Organisation gegründet. Sie wurde früher als Alele Museum, Library, National Archives bezeichnet und führte auch das Nationalarchiv der Marshallinseln. Laut einer nicht weitergeführten Website, deren Hauptseite im Jahre 2000 zuletzt aktualisiert wurde, verfügt das Nationalarchiv über etwa 2500 Mikrofilme. Auf der aktuellen Website wird die Funktion als Nationalarchiv jedoch nicht mehr erwähnt und der Name lautet nun Alele Museum & Public Library. Alele soll sich während mehrerer Jahre in einem schlechten Zustand befunden haben und wurde 2013 nach einer umfangreichen Renovation wiedereröffnet. Der Name „Alele“ stammt von einer Bezeichnung für geflochtene Körbe, die auf den Marshallinseln verwendet wurden, um wertvolle Besitztümer aufzubewahren.

## Museum

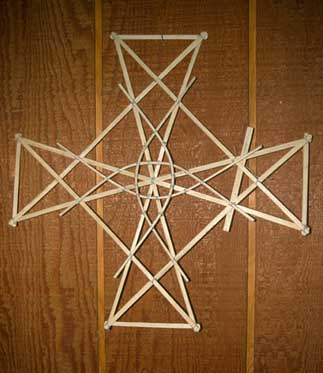
Eine Stabkarte im Museum

Zu den Beständen des Museums gehören die Bogan Collection und die Joachim deBrum Collection. Erstere ist eine Sammlung kunsthandwerklicher Arbeiten von den Marshallinseln aus den 1940er Jahren, die Eugene Bogan 1994 dem Museum überlassen hatte. Letztere besteht aus über 2500 Fotografien auf Glasnegativen, die Joachim deBrum (siehe auch  deBrum House) zwischen den 1880er und 1930er Jahren auf den Marshallinseln aufgenommen hat. Laut Alele handelt es sich bei der Joachim deBrum Collection um die historisch bedeutsamste Fotosammlung der Marshallinseln. Darüber hinaus werden Modelle marshallesischer Kanus sowie Stabkarten zur Navigation zwischen den verschiedenen Atollen gezeigt.

## Bibliothek
Als einzige öffentliche Bibliothek der Marshallinseln richtet sich die Public Library an alle Altersgruppen und verfügt auch über einen Raum mit Kinderbüchern. Der Bestand der Bibliothek umfasst ungefähr 7500 Bände. Die Pacific Collection, eine Sammlung publizierten und unpublizierten Materials über die Marshallinseln und Ozeanien, kann nur als Präsenzbestand vor Ort genutzt werden.